# Johann Wilhelm Hittorf

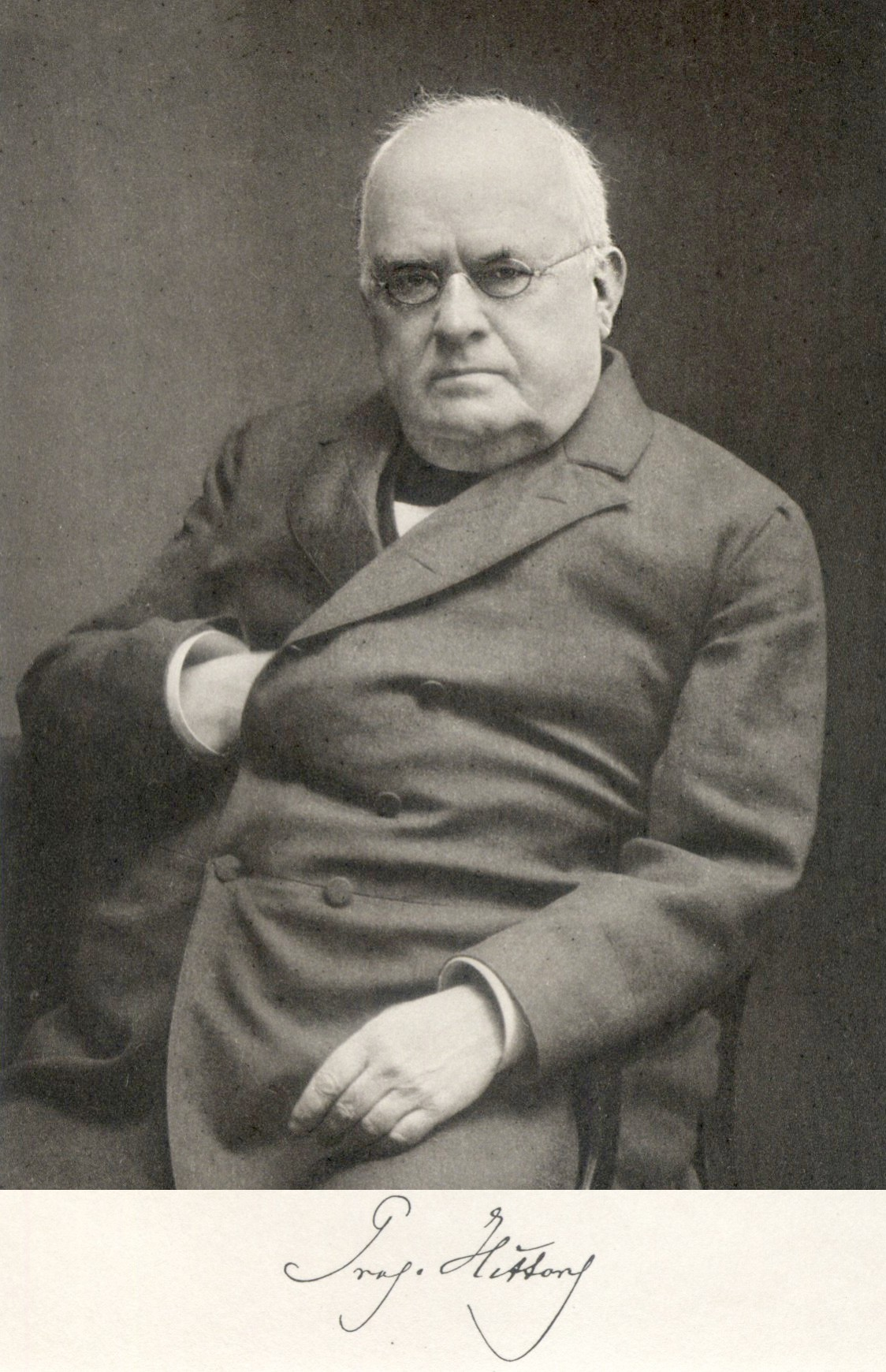
Johann Wilhelm Hittorf

Johann Wilhelm Hittorf (Bonn, 27 maart 1824 – Münster, 28 november 1914) was een Duits natuurkundige die als eerste de elektrische capaciteit van geladen moleculen (ionen) berekende.

## Biografie
Hittorf studeerde natuurwetenschappen en wiskunde aan de universiteit van Bonn waar hij in 1846 onder professor Julius Plücker promoveerde. Hij werd in 1852 benoemd tot professor in de schei- en natuurkunde aan de universiteit van Münster. Eerst hield hij zich bezig met de allotropie (verschijningsvormen) van de elementen fosfor en seleen. Tussen 1853 en 1859 deed hij fundamenteel onderzoek naar de bewegelijkheid van ionen bij elektrolyse. Hij concludeerde dat deze ionenbeweging werd veroorzaakt door elektrische stromen.
Hij toonde aan dat concentratieverandering rond elektrodes tijdens het elektrolyseproces beter begrepen kon worden indien wordt aangenomen dat niet alle ionen met dezelfde snelheid voortbewegen. Hij bewees dat de relatieve snelheden van ionen berekend kon worden uit deze concentratieveranderingen. Hierbij introduceerde hij het begrip "transportgetallen" (soms Hittorf-getallen genoemd).
Hittorf was ook een van de eersten die experimenteerde met kathodestralen, eerst samen met zijn leermeester Plücker en later zelfstandig. Van 1879 tot 1889 was hij directeur van de universiteit laboratoriums. Hittorf was lid van diverse wetenschappelijke verenigingen in binnen- en buitenland en erelid van de Londen Royal Society. In 1903 ontving hij de Hughes Medal.

## Kathodestralen
Hittorf voerde een grote verscheidenheid aan experimenten uit met gasontladingsbuizen, door verschillende buisvormen, elektrodeafstanden en elektrodeoriëntaties en vacuümdrukken te gebruiken. Hierbij voorzag hij de binnenkant van een L-vormige buis van fosfor, die fel oplichtte daar waar de emissie van stralen de buis raakten. In 1869 stelde hij vast dat deze stralen – bij afwezigheid van een magnetisch veld – in een rechte lijn voortbewogen en dat de intensiteit van de stralen toenam naarmate de inwendige druk in de buis afnam.
Tevens nam hij waar dat wanneer er objecten in het pad van deze stralen werden geplaatst er schaduwen ontstonden op de fluorescerende buiswand. Dit bevestigde zijn idee dat het oplichten van het fosfor werd veroorzaakt door de emissie van onzichtbare kathodedeeltjes. Zijn werk leidde tot de ontwikkeling van de tv-beeldbuis en de ontdekking van röntgenstraling.

### Werken
- The Migration of Ions during Electrolysis (1853)
- On the Conduction of Electricity in Gases (1888)